# Taxonomie van de kevers
Onderstaand de taxonomie van de kevers (Coleoptera) tot op familieniveau. De lijst is gebaseerd op de indeling volgens Bouchard, P. et al uit 2011.

## OnderordeAdephaga
Familie Amphizoidae
Familie Aspidytidae
Familie Carabidae
Familie Dytiscidae
Familie Gyrinidae
Familie Haliplidae
Familie Hygrobiidae
Familie Noteridae
Familie Rhysodidae
Familie Trachypachidae

## OnderordeArchostemata
Familie Crowsoniellidae
Familie Cupedidae
Familie Jurodidae
Familie Micromalthidae
Familie Ommatidae

## OnderordeMyxophaga
Familie Hydroscaphidae
Familie Lepiceridae
Familie Microsporidae
Familie Sphaeriusidae
Familie Torridincolidae

## OnderordePolyphaga

### InfraordeBostrichiformia

#### SuperfamilieBostrichoidea
Familie Anobiidae
Familie Bostrichidae
Familie Dermestidae
Familie Endecatomidae
Familie Nosodendridae
Familie Ptinidae

#### SuperfamilieDerontoidea
Familie Derodontidae
Familie (status onbekend) Jacobsoniidae

### InfraordeCucujiformia

#### SuperfamilieChrysomeloidea
Familie Cerambycidae
Familie Chrysomelidae
Familie Megalopodidae
Familie Orsodacnidae

#### SuperfamilieCleroidea
Familie Acanthocnemidae
Familie Attalomimidae
Familie Chaetosomatidae
Familie Cleridae
Familie Mauroniscidae
Familie Melyridae
Familie Metaxinidae
Familie Phloiophilidae
Familie Phycosecidae
Familie Prionoceridae
Familie Trogossitidae

#### SuperfamilieCucujoidea
Familie Agapythidae
Familie Akalyptoischiidae
Familie Alexiidae
Familie Biphyllidae
Familie Boganiidae
Familie Bothrideridae
Familie Brachypteridae
Familie Byturidae
Familie Cavognathidae
Familie Cerylonidae
Familie Coccinellidae
Familie Corylophidae
Familie Cryptophagidae
Familie Cucujidae
Familie Discolomatidae
Familie Endomychidae
Familie Erotylidae
Familie Helotidae
Familie Hobartiidae
Familie Laemophloeidae
Familie Lamingtoniidae
Familie Languriidae
Familie Latridiidae
Familie Monotomidae
Familie Myraboliidae
Familie Nitidulidae
Familie Passandridae
Familie Phalacridae
Familie Phloeostichidae
Familie Priasilphidae
Familie Propalticidae
Familie Protocucujidae
Familie Silvanidae
Familie Smicripidae
Familie Sphindidae
Familie Tasmosalpingidae

#### SuperfamilieCurculionoidea
Familie Anthribidae
Familie Attelabidae
Familie Belidae
Familie Brentidae
Familie Caridae
Familie Cryptolaryngidae
Familie Curculionidae
Familie Eccoptarthridae
Familie Eobelidae
Familie Erirhinidae
Familie Ithyceridae
Familie Nemonychidae
Familie Obrieniidae
Familie Raymondionymidae
Familie Ulyanidae

#### SuperfamilieLymexyloidea
Familie Lymexylidae

#### SuperfamilieTenebrionoidea
Familie Aderidae
Familie Anthicidae
Familie Archeocrypticidae
Familie Boridae
Familie Chalcodryidae
Familie Ciidae
Familie Melandryidae
Familie Meloidae
Familie Mordellidae
Familie Mycetophagidae
Familie Mycteridae
Familie Oedemeridae
Familie Perimylopidae
Familie Prostomidae
Familie Pterogeniidae
Familie Pyrochroidae
Familie Pythidae
Familie Rhipiphoridae
Familie Salpingidae
Familie Scraptiidae
Familie Stenotrachelidae
Familie Synchroidae
Familie Tenebrionidae
Familie Tetratomidae
Familie Trachelostenidae
Familie Trictenotomidae
Familie Ulodidae
Familie Zopheridae

### InfraordeElateriformia

#### SuperfamilieBuprestoidea
Familie Schizopodidae
Familie Buprestidae

#### SuperfamilieByrrhoidea
Familie Byrrhidae
Familie Callirhipidae
Familie Chelonariidae
Familie Cneoglossidae
Familie Dryopidae
Familie Elmidae
Familie Eulichadidae
Familie Heteroceridae
Familie Limnichidae
Familie Lutrochidae
Familie Psephenidae
Familie Ptilodactylidae

#### SuperfamilieDascilloidea
Familie Dascillidae
Familie Rhipiceridae

#### SuperfamilieElateroidea
Familie Artematopodidae
Familie Brachypsectridae
Familie Cantharidae
Familie Cerophytidae
Familie Drilidae
Familie Elateridae
Familie Eucnemidae
Familie Lampyridae
Familie Lycidae
Familie Omalisida
Familie Omethidae
Familie Phengodidae
Familie Plastoceridae
Familie Telegeusidae
Familie Throscidae

#### SuperfamilieScirtoidea
Familie Clambidae
Familie Decliniidae
Familie Eucinetidae
Familie Scirtidae

#### Onbekende status
Familie Podabrocephalidae
Familie Rhinorhipidae

### InfraordeScarabeiformia

#### SuperfamilieScarabaeoidea
Familie Belohinidae
Familie Ceratocanthidae
Familie Diphyllostomatidae
Familie Geotrupidae
Familie Glaphyridae
Familie Glaresidae
Familie Hybosoridae
Familie Lucanidae
Familie Ochodaeidae
Familie Passalidae
Familie Pleocomidae
Familie Scarabaeidae
Familie Trogidae

### InfraordeStaphyliniformia

#### SuperfamilieHydrophiloidea
Familie Histeridae
Familie Hydrophilidae
Familie Sphaeritidae
Familie Synteliidae

#### SuperfamilieStaphylinoidea
Familie Agyrtidae
Familie Hydraenidae
Familie Leiodidae
Familie Ptiliidae
Familie Scydmaenidae
Familie Silphidae
Familie Staphylinidae